# 艷唇紅蝸牛
艷唇紅蝸牛（Acavus haemastoma）是生活在陆地上能呼吸空气的的蜗牛，是一种屬於针状螺科（紅蝸牛科）肺螺類腹足纲的软体动物。艷唇紅蝸牛共有3個亞種。艷唇紅蝸牛是斯里兰卡的特有種。它生活在斯里蘭卡島上的雨林中。
艷唇紅蝸牛的壳的寬度為38-46毫米。它们以腐烂的水果为食。艷唇紅蝸牛的壳是玫瑰色和深褐色。蝸牛的身体呈褐色。

## 亚种
- Acavus haemastoma fastuosa
- Acavus haemastoma haemastoma
- Acavus haemastoma melanotragus